# Fluorure de plomb(II)
Le fluorure de plomb(II) est un composé chimique de formule PbF2. C'est un solide incolore, inodore, ininflammable et très peu soluble dans l'eau. Sa solubilité croît en présence d'acide nitrique HNO3 ou d'ions nitrate NO3−. Il cristallise selon deux formes différentes : une forme α orthorhombique de type chlorure de plomb(II), qui prend une forme β cubique de type fluorine au-dessus de 316 °C.
Il peut être obtenu de plusieurs façons. L'une d'entre elles consiste à traiter de l'hydroxyde de plomb(II) Pb(OH)2 ou des sels de plomb (comme le carbonate de plomb(II) PbCO3) par le fluorure d'hydrogène HF :
Pb(OH)2 + 2 HF ⟶ PbF2 + 2 H2O ;
PbCO3 + 2 HF ⟶ PbF2 + H2O + CO2.
La réaction du fluorure de potassium KF avec une solution de nitrate de plomb(II) Pb(NO3)2 est également possible :
2 KF + Pb(NO3)2 ⟶ PbF2 + 2 KNO3.
Le fluorure de plomb(II) est utilisé pour réaliser des verres à bas point de fusion, l'enduction de miroirs à infrarouge, ou comme catalyseur pour la production de picoline.